# Степанов Семен Степанович
Семе́н Степа́нович Степа́нов (10 (22) травня 1893 , Херсон, Херсонська губернія, Російська імперія  — невідомо ) — радянський військовий та державний діяч, капітан 2-го рангу. Депутат Верховної Ради УРСР 1-го скликання (1938–1947).

## Біографія
Народився 10 (22) травня 1893 року в Херсоні, тепер Херсонська область, Україна в багатодітній родині. Батько працював на лісопильних заводах, ходив на судах торговельного флоту, помер 1915 року. Мати була домогосподаркою, померла 1912 року, у родині було четверо дітей. 
У 1906–1908 роках навчався в Миколаєвському ремісничому училищі, в 1908–1911 роках — у Санкт-Петербурзі, у Путиловському ремісничому училищі. У 1911 році працював ливарником на Обуховському заводі в Санкт-Петербурзі, у 1911–1913 роках — на французькому заводі в Миколаєві.
У жовтні 1913 року був призваний на Чорноморський флот, служив матросом у Миколаївському півекіпажі, командором на крейсері «Кагул» та в 3-й винищувальній бригаді на Дунаї. 1916 року переведений в Окрему Балтійську бригаду Південно-Західного фронту.
Після лютневої революції 1917 року брав участь в революційному русі на Чорноморському флоті в Одесі, Севастополі, Криму. З червня 1917 року — член РСДРП(б). 
Після затоплення кораблів Чорноморського флоту в 1918 році командував загонами моряків-червоноармійців в боях з німецькими та білогвардійськими військами в Україні, Кубані, Поволжі, служив на бронепоїзді.
У 1920–1928 роках служив на Чорноморському флоті, займав командні посади на крейсері «Комінтерн», канонерських човнах.
У 1928–1937 роках — командувач дивізіону тральщиків Дніпровської військової флотилії, в 1937–1941 роках — командувач Київської військово-морської бази.
26 червня  1938 року був обраний депутатом Верховної Ради УРСР 1-го скликання по Петровській виборчій окрузі № 74 міста Києва.
19 вересня 1941 року залишив Київ та з боями пробився до радянських військ. Брав участь у боях за Сталінград, очолював Саратовську військово-морську базу Волзької річкової флотилії. У травні 1943 — травні 1944 року — начальник відділу Управління тилу Північного флоту. У боях був чотири рази поранений.
З липня 1944 року — заступник начальника відділу суднопідйомної та аварійно-рятувальної служби Дніпровської військової флотилії.
З січня 1945 року — заступник начальника Дніпро-Бузького військово-відновлювальне управління Головного військово-річкового управління.
Делегат XIV з'їзду КП(б)У, XVIII з'їзду ВКП(б). 

## Нагороди
- орден Леніна (20.11.1945, за вислугу років);
- орден Червоного Прапора (1928);
- орден Червоної Зірки (1938);
- медалі «XX років РСЧА», «За оборону Сталінграда», «За перемогу над Німеччиною».